# Eloy Teruel Rovira
Eloy Teruel Rovira (Múrcia, 20 de novembre de 1982) és un ciclista espanyol, especialista en la pista encara que també competeix en ruta. Actualment milita a l'equip Team Sapura Cycling. Ha aconseguit tres medalles al Campionat del món en puntuació.

## Palmarès en pista
- 2007
  -  Campió d'Espanya en Scratch
- 2010
  -  Campió d'Espanya en Persecució per equips (amb Luis León Sánchez, Pablo Aitor Bernal i Rubén Fernández)

### Resultats a laCopa del Món en pista
- 2014-2015
  - 1r a Londres, en Puntuació

## Palmarès en ruta
- 2004
  - Vencedor d'una etapa de la Volta a Cartagena
- 2010
  -  Campió d'Espanya en contrarellotge de ciclistes sense contracte
  - Vencedor d'una etapa de la Volta a Tarragona